# Piccolo Teatro

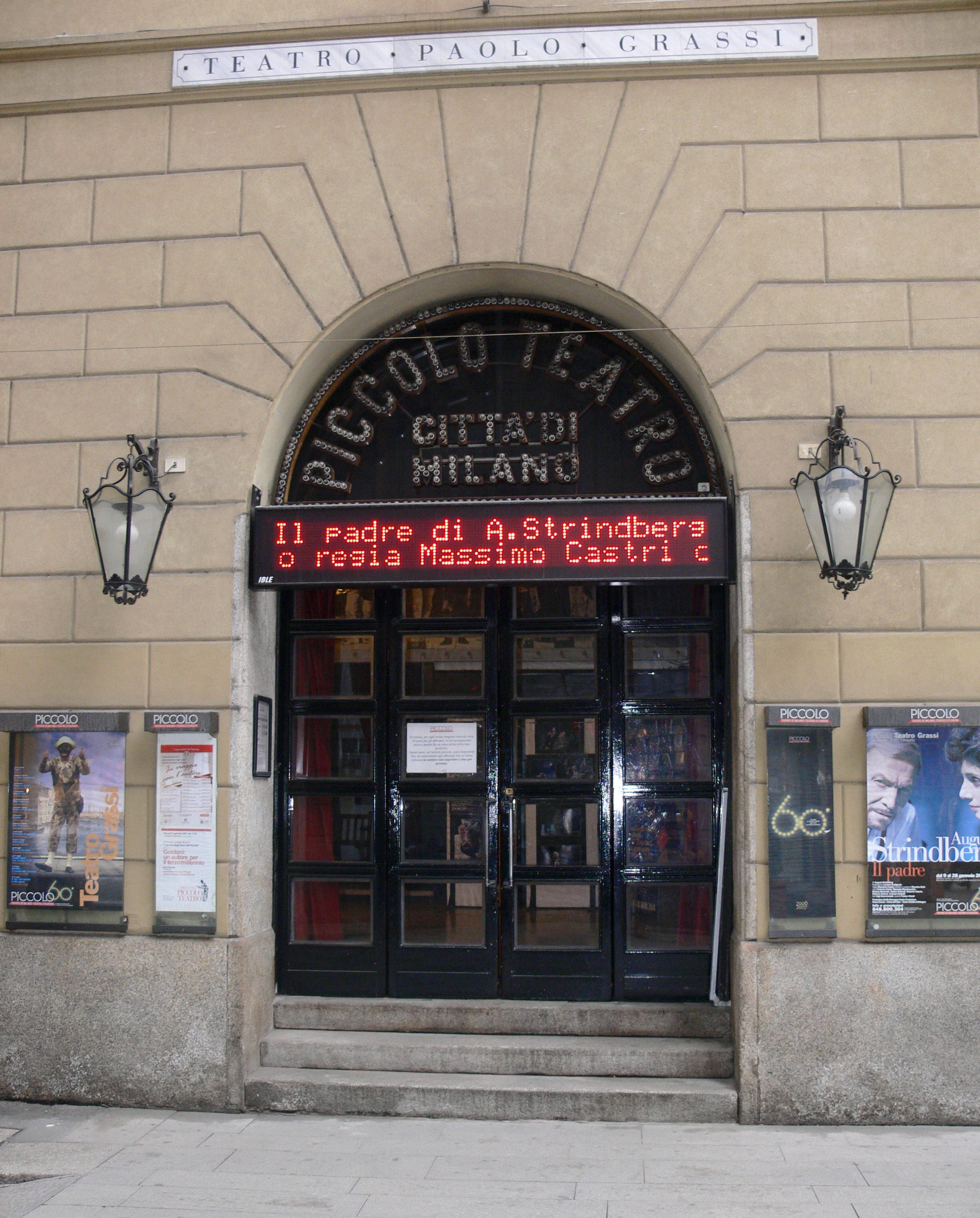
Wejście do teatru.

Piccolo Teatro – pierwszy stały teatr włoski, dotowany z funduszów publicznych, założony 1947 r. w Mediolanie przez Paolo Grassiiego, reżysera i krytyka teatralnego, który kierował nim do 1972 r. i  Giorgio Strehlera, reżysera, który przejął kierownictwo i uważany jest powszechnie za twórcę tego teatru. Sukces zapoczątkowało wystawienie Sługi dwóch panów C. Goldoniego w 1947. W repertuarze pośród około 200 realizacji scenicznych Strehlera znalazły się głównie inscenizacje dzieł autorów klasycznych oraz dramaturgii współczesnej, m.in.: Carlo Goldoniego, Antona Czechowa, William Szekspira, Maksyma Gorkiego Augusta Strindberga, Jeana Geneta, Bertolt Brechta, F. Dürrenmatta, F.G. Lorki, L. Pirandello. Od lat 50. współpracuje z teatrem od znakomity scenograf L. Damiani. W zespole teatru występowali i występują wybitni aktorzy: T. Carraro, V. Cortese, V. Fortunato, M. Moretti.
W 1975 r. podczas festiwalu Teatru Narodów, zespół Piccolo Teatro di Milano występował w Warszawie.

## Polacy w Piccolo Teatro
- La Passione - Kazimierz Dejmek (scenariusz, reżyseria, 1972)
- Perykles, Szekspira - Krzysztofa Warlikowskiego (1998)